# Vilar da Veiga

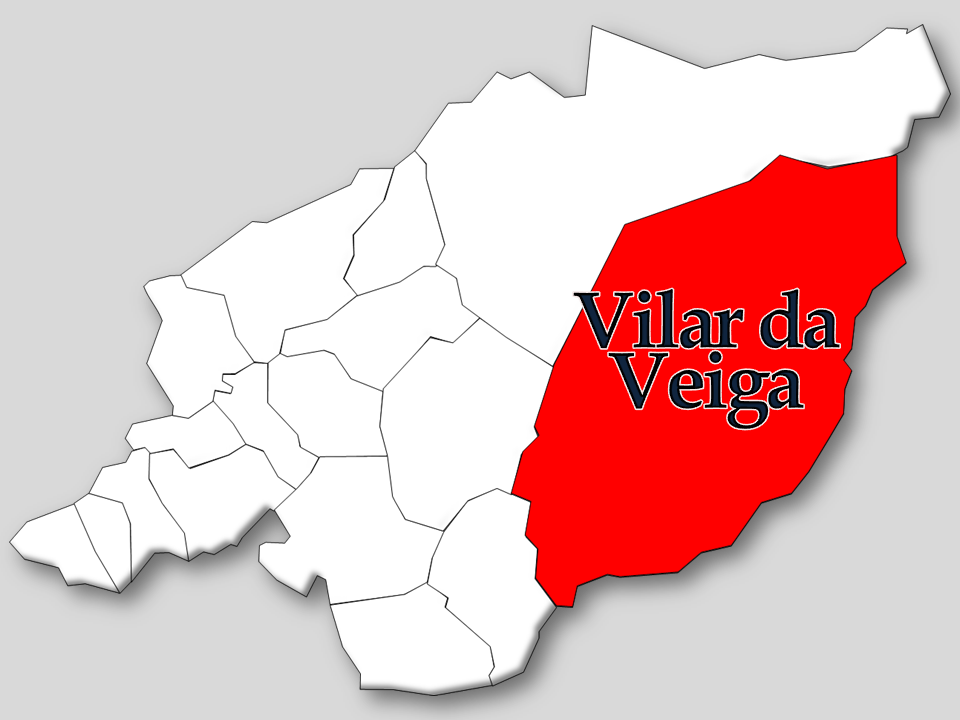
Localização da Freguesia de Vilar da Veiga no Município de Terras de Bouro

A Freguesia de Vilar da Veiga é uma freguesia portuguesa do Município de Terras de Bouro, com 83,64 km² de área e 1074 habitantes (censo de 2021), tendo, por isso, uma densidade populacional de 12,8 hab./km².
A povoação de Termas do Gerês foi elevada à categoria de vila em 16 de agosto de 1991.

## Demografia
A população registada nos censos foi:

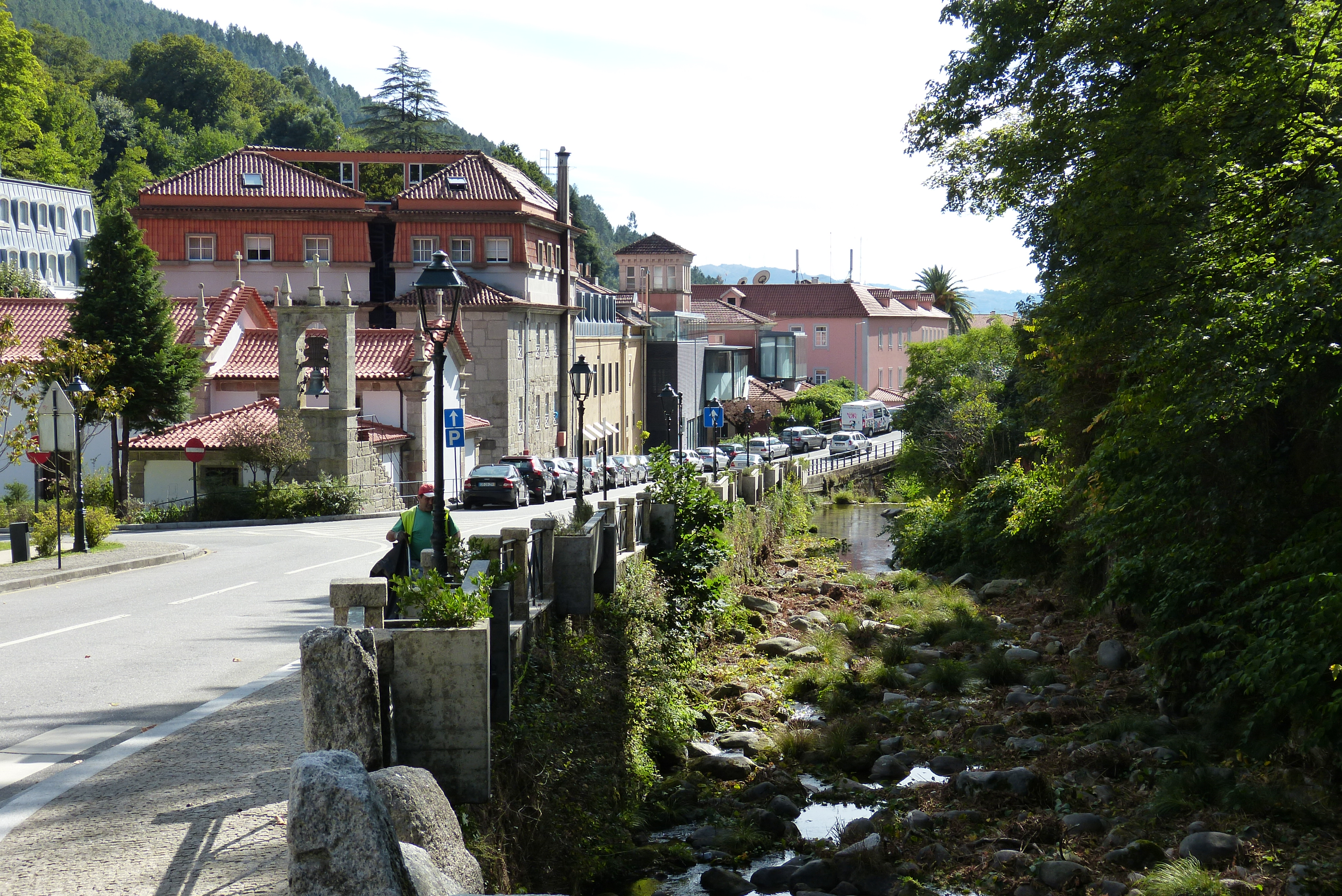
Vila do Gerês

| Distribuição da População por Grupos Etários | Distribuição da População por Grupos Etários | Distribuição da População por Grupos Etários | Distribuição da População por Grupos Etários | Distribuição da População por Grupos Etários |
| -------------------------------------------- | -------------------------------------------- | -------------------------------------------- | -------------------------------------------- | -------------------------------------------- |
| Ano                                          | 0-14 Anos                                    | 15-24 Anos                                   | 25-64 Anos                                   | > 65 Anos                                    |
| 2001                                         | 275                                          | 255                                          | 717                                          | 283                                          |
| 2011                                         | 172                                          | 150                                          | 697                                          | 267                                          |
| 2021                                         | 104                                          | 106                                          | 588                                          | 276                                          |

## Política

### Eleições autárquicas (Junta de Freguesia)

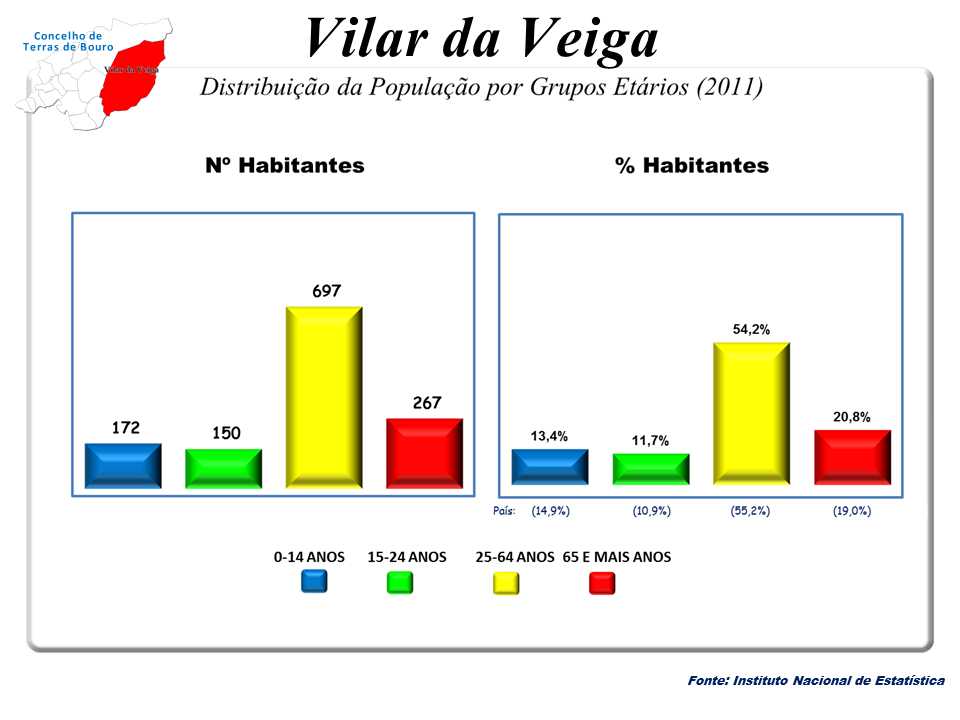
A População em 2011

| Partidos     | %    | M    | %    | M    | %    | M    | %    | M    | %    | M    | %    | M    | %    | M    | %    | M    | %    | M    | %    | M    | %    | M    |
| Partidos     | 1976 | 1976 | 1979 | 1979 | 1982 | 1982 | 1985 | 1985 | 1989 | 1989 | 1993 | 1993 | 1997 | 1997 | 2001 | 2001 | 2005 | 2005 | 2009 | 2009 | 2013 | 2013 |
| ------------ | ---- | ---- | ---- | ---- | ---- | ---- | ---- | ---- | ---- | ---- | ---- | ---- | ---- | ---- | ---- | ---- | ---- | ---- | ---- | ---- | ---- | ---- |
| PS           | 29,1 | 3    | 25,2 | 4    | 46,9 | 7    | 33,3 | 3    | 33,5 | 3    | 33,8 | 3    | 41,0 | 4    | 32,1 | 3    | 7,5  | -    | 32,5 | 3    | 34,6 | 3    |
| PPD/PSD      | 27,2 | 3    | 43,6 | 6    |      |      |      |      |      |      | 17,0 | 1    | 18,4 | 1    | 24,0 | 2    |      |      |      |      |      |      |
| CDS-PP       | 20,3 | 2    |      |      |      |      | 39,5 | 4    | 20,3 | 2    | 8,7  | 1    | 4,6  | -    | 5,4  | -    |      |      |      |      |      |      |
| FEPU/APU/CDU | 13,4 | 1    | 23,4 | 3    | 6,5  | 1    | 5,1  | -    | 38,3 | 4    | 34,9 | 4    | 30,1 | 2    | 33,7 | 4    | 43,4 | 4    | 18,0 | 1    | 26,1 | 3    |
| AD           |      |      |      |      | 38,6 | 5    |      |      |      |      |      |      |      |      |      |      |      |      |      |      |      |      |
| IND          |      |      |      |      |      |      | 17,9 | 2    |      |      |      |      |      |      |      |      |      |      | 45,2 | 5    | 9,8  | 1    |
| PSD-CDS      |      |      |      |      |      |      |      |      |      |      |      |      |      |      |      |      | 47,1 | 5    |      |      | 25,6 | 2    |

## Património natural
- Cascata do Arado
- Cascata de Leonte
- Cascata da Laja
- Cascatas de Fecha de Barjas

## Património construído
- Igreja Paroquial de Santo António de Vilar da Veiga
- Capela de Santa Marinha
- Capela de Santa Eufémia
- Estância arqueológica do Chelo
- Posto da Guarda Nacional Republicana de Vilar de Veiga
- Sepultura do Frade ou Campa do Frade
- Termas do Gerês